# Lijst van voetbalinterlands Argentinië - El Salvador
Deze lijst van voetbalinterlands is een overzicht van alle officiële voetbalwedstrijden tussen de nationale teams van Argentinië en El Salvador. De landen speelden tot op heden drie keer tegen elkaar. De eerste ontmoeting, een groepswedstrijd tijdens het Wereldkampioenschap voetbal 1982, werd gespeeld in Alicante (Spanje) op 23 juni 1982. Het laatste duel, een vriendschappelijke wedstrijd, vond plaats op 22 maart 2024 in Philadelphia (Verenigde Staten).

## Wedstrijden
| № | Plaats       | Datum         | Competitie        | Wedstrijd                | Uitslag |
| - | ------------ | ------------- | ----------------- | ------------------------ | ------- |
| 1 | Alicante     | 23 juni 1982  | WK 1982           | Argentinië – El Salvador | 2 – 0   |
| 2 | Landover     | 28 maart 2015 | Vriendschappelijk | El Salvador – Argentinië | 0 – 2   |
| 3 | Philadelphia | 22 maart 2024 | Vriendschappelijk | Argentinië − El Salvador | 3 − 0   |

## Samenvatting
| Competitie        | Totaal gespeeld | Winst Argentinië | Gelijk | Winst El Salvador | Doelsaldo Argentinië – El Salvador |
| ----------------- | --------------- | ---------------- | ------ | ----------------- | ---------------------------------- |
| WK-eindronde      | 1               | 1                | 0      | 0                 | 2 − 0                              |
| Vriendschappelijk | 2               | 2                | 0      | 0                 | 5 − 0                              |
| Totaal            | 3               | 3                | 0      | 0                 | 7 − 0                              |

Wedstrijden bepaald door strafschoppen worden, in lijn met de FIFA, als een gelijkspel gerekend.

## Details

### Tweede ontmoeting
| Vriendschappelijk (Landover, Verenigde Staten, 28 maart 2015): |       |                                                   |
| El Salvador                                                    | 0 – 2 | Argentinië                                        |
|                                                                | goals | 54' (e.d.) Néstor Renderos 88' Federico Mancuello |